# Lema de Yoneda
Na teoria das categorias, o lema de Yoneda diz que há bijeção, natural no objeto {\displaystyle c\in C} e no functor {\displaystyle F:C\to {\mathsf {Set}}},
{\displaystyle \mathrm {Nat} (\hom _{C}(c,-),F)\cong F(c),}
levando cada transformação natural {\displaystyle \alpha :\hom _{C}(c,-){\dot {\to }}F} ao elemento {\displaystyle \alpha _{c}(1_{c})\in F(c)}. O nome do resultado, referenciando o matemático japonês Nobuo Yoneda, foi escolhido por Saunders Mac Lane, após um encontro na França.

## Imersão de Yoneda
O lema de Yoneda implica que {\displaystyle \mathrm {Nat} (\hom _{C}(c,-),\hom _{C}(d,-))\cong \hom _{C}(d,c)}; isto é, a imersão de Yoneda {\displaystyle y:C^{\mathrm {op} }\to {\mathsf {Set}}^{C}}, definida por
{\displaystyle y(c)=\hom _{C}(c,-),}
{\displaystyle y(f:d\to c)=-\circ f:\hom _{C}(c,-){\dot {\to }}\hom _{C}(d,-)}
é um functor pleno e fiel. Em particular, cada functor representável é representado por objeto único a menos de isomorfismo: {\displaystyle \hom _{C}(c,-)\cong \hom _{C}(d,-)} implica {\displaystyle c\cong d}.